# Wu Lien-teh
Wu Lien-teh (xinès: 伍連德; 10 de març de 1879 - 21 de gener de 1960), també conegut com a Goh Lean Tuck i Ng Leen Tuck segons la transliteració en minnan i la cantonesa respectivament, va ser un metge de Malàisia conegut per la seva tasca en salut pública i particularment, la pesta manxuriana (1910–11), amb l'ús de la mascareta quirúrgica per a la població.
Wu va ser el primer estudiant de medicina de descendència xinesa a estudiar a la Universitat de Cambridge. També va ser el primer malai candidat al Premi Nobel de Medicina o Fisiologia el 1935.